# Eurocat
L'Eurocat est le premier rassemblement de catamarans de sport français et deuxième européen après le Round Texel en Hollande.

## Historique et description
Tous les ans depuis plus de 20 ans, le Yacht Club de Carnac organise lors du 1er weekend de mai, la grande fête du catamaran. Près de 300 équipages de toutes nationalités sont présents pour cette épreuve mythique.
Créée en 1987, l'Épreuve par Cat est l'ancêtre de l'Eurocat, elle réunit dès les premières années professionnels et amateurs de voile sur tous types de catamarans. 
Aujourd'hui, toutes les séries de catamarans sont représentées pour courir dans la célèbre Baie de Quiberon. 
L'Eurocat est une épreuve constituée de parcours techniques, et du mythique Grande Raid Voiles  et Voiliers dont l'objectif est de faire le tour de l'Ile de Houat le plus rapidement possible.
Cette manifestation nautique a toujours été placée sous le signe de la convivialité pour le plus grand plaisir des régatiers.